# Verbund (simpliziale Mengen)
Der Verbund simplizialer Mengen ist im mathematischen Teilgebiet der Höheren Kategorietheorie eine Operation, welche die Kategorie der simplizialen Mengen zu einer monoidalen Kategorie macht. Insbesondere macht der Verbund aus zwei simplizialen Mengen eine weitere simplizialen Menge. Darüber ist der Verbund simplizialer Mengen verwandt mit der Diamantoperation und wird bei der Konstruktion der getwisteten Diagonale verwendet. Unter dem Nerv korrespondiert der Verbund simplizialer Mengen mit dem Verbund kleiner Kategorien und unter der geometrischen Realisierung zum Verbund topologischer Räume.

## Definition

Visualisierung des Verbundes mit dem blauen Teil für und dem grünen Teil für.

Für natürliche Zahlen {\displaystyle m,p,q\in \mathbb {N} } gilt die Identität:
{\displaystyle \operatorname {Hom} ([m],[p+q+1])=\prod _{i+j+1=n}\operatorname {Hom} ([i],[p])\times \operatorname {Hom} ([j],[q]),}
welcher durch Kolimiten zu einem Funktor {\displaystyle -*-\colon \mathbf {sSet} \times \mathbf {sSet} \rightarrow \mathbf {sSet} } erweitert werden kann, welcher zusammen mit der leeren simplizialen Menge die Kategorie der simplizialen Mengen {\displaystyle \mathbf {sSet} } zu einer monoidalen Kategorie macht. Für simpliziale Mengen {\displaystyle X} und {\displaystyle Y} ist ihr Verbund {\displaystyle X*Y} die simpliziale Menge:
{\displaystyle (X*Y)_{n}=\prod _{i+j+1=n}X_{i}\times Y_{j}.}
Ein {\displaystyle n}-Simplex {\displaystyle \sigma \colon \Delta ^{n}\rightarrow X*Y} faktorisiert daher entweder über {\displaystyle X} oder {\displaystyle Y} oder teilt sich auf in einem {\displaystyle p}-Simplex {\displaystyle \sigma _{-}\colon \Delta ^{p}\rightarrow X} und einen {\displaystyle q}-Simplex {\displaystyle \sigma _{+}\colon \Delta ^{q}\rightarrow Y} mit {\displaystyle n=p+q+1} und {\displaystyle \sigma =\sigma _{-}*\sigma _{+}}.
Es gibt kanonische Morphismen {\displaystyle X,Y\rightarrow X*Y}, welche sich durch die universelle Eigenschaft des Koproduktes zu einem kanonischen Morphismus {\displaystyle X+Y\rightarrow X*Y} kombinieren. Es gibt ebenfalls einen kanonischen Morphismus {\displaystyle X*Y\rightarrow \Delta ^{0}*\Delta ^{0}\cong \Delta ^{1}} von terminalen Abbildungen, dessen Faser von {\displaystyle 0} genau {\displaystyle X} und dessen Faser von {\displaystyle 1} genau {\displaystyle Y} ist.
Für eine simpliziale Menge {\displaystyle X} seien desser linker und rechter Kegel definiert als:
{\displaystyle X^{\triangleleft }:=\Delta ^{0}*X;}
{\displaystyle X^{\triangleright }:=X*\Delta ^{0}.}

## Rechtsadjungierte
Sei {\displaystyle Y} eine simpliziale Mengen. Der Funktor {\displaystyle Y*-\colon \mathbf {sSet} \rightarrow Y\backslash \mathbf {sSet} ,X\mapsto (Y\mapsto Y*X)} hat einen Rechtsadjungierten {\displaystyle Y\backslash \mathbf {sSet} \rightarrow \mathbf {sSet} ,(t\colon Y\rightarrow W)\mapsto t\backslash W} (alternativ notiert als {\displaystyle Y\backslash W}) und der Funktor {\displaystyle -*Y\colon \mathbf {sSet} \rightarrow Y\backslash \mathbf {sSet} ,X\mapsto (Y\mapsto X*Y)} hat ebenfalls einen Rechtsadjungierten {\displaystyle Y\backslash \mathbf {sSet} \rightarrow \mathbf {sSet} ,(t\colon Y\rightarrow W)\mapsto W/t} (alternativ notiert als {\displaystyle W/Y}). Ein spezieller Fall ist die terminale simplizale Menge {\displaystyle Y=\Delta ^{0}} , da {\displaystyle \mathbf {sSet} _{*}=\Delta ^{0}\backslash \mathbf {sSet} } die Kategorie der punktierten simplizialen Mengen ist.
Sei {\displaystyle {\mathcal {C}}} eine Kategorie und {\displaystyle X\in \operatorname {Ob} {\mathcal {C}}} ein Objekt. Sei {\displaystyle [0]} die terminale Kategorie (wobei die Notation vom terminalen Objekt der Simplexkategorie stammt), dann gibt es einen assoziierten Funktor {\displaystyle t\colon [0]\rightarrow {\mathcal {C}},0\mapsto X}, dessen Nerv ein Morphismus {\displaystyle Nt\colon \Delta ^{0}\rightarrow N{\mathcal {C}}} ist. Für jede simpliziale Menge {\displaystyle A}, gilt dabei unter zusätzlicher Verwendung der Adjunktion zwischen dem Verbund von Kategorien und Scheibenkategorien:
{\displaystyle {\begin{aligned}\mathbf {sSet} (A,N{\mathcal {C}}/Nt)&\cong \mathbf {sSet} _{*}(\Delta ^{0}\rightarrow A*\Delta ^{0},Nt)\cong \mathbf {Cat} _{*}([0]\rightarrow \tau (A)\star [0],t)\\&\cong \mathbf {Cat} (\tau (A),{\mathcal {C}}/X)\cong \mathbf {sSet} (A,N({\mathcal {C}}/X)).\end{aligned}}}
Nach dem Lemma von Yoneda gilt daher (mit der alternativen Notation zur Betonung des Resultates):
{\displaystyle N{\mathcal {C}}/NX\cong N({\mathcal {C}}/X).}

## Beispiele
Es gilt:
{\displaystyle \partial \Delta ^{m}*\Delta ^{n}\cup \Delta ^{m}*\partial \Delta ^{n}\cong \partial \Delta ^{m+n+1},}
{\displaystyle \Lambda _{k}^{m}*\Delta ^{n}\cup \Delta ^{m}*\partial \Delta ^{n}\cong \Lambda _{k}^{m+n+1},}
{\displaystyle \partial \Delta ^{m}*\Delta ^{n}\cup \Delta ^{m}*\Lambda _{k}^{n}\cong \Lambda _{m+k+1}^{m+n+1}.}

## Eigenschaften
- Für simpliziale Mengen {\displaystyle X} und {\displaystyle Y} gibt es einen eindeutigen Morphismus {\displaystyle \gamma _{X,Y}\colon X\diamond Y\rightarrow X*Y} aus der Diamantoperation, welcher mit den kanonischen Morphismen {\displaystyle X+Y\rightarrow X*Y,X\diamond Y} und {\displaystyle X*Y,X\diamond Y\rightarrow \Delta ^{1}} kompatibel ist.[11] Dieser ist eine schwache kategorielle Äquivalenz, also eine schwache Äquivalenz der Joyal-Modellstruktur.[12][13]
- Für eine simpliziale Menge {\displaystyle X} erhalten die Funktoren {\displaystyle X*-,-*X\colon \mathbf {sSet} \rightarrow \mathbf {sSet} } schwache kategorielle Äquivalenzen.[14]
- Für ∞-Kategorien {\displaystyle X} und {\displaystyle Y} ist die simpliziale Menge {\displaystyle X*Y} ebenfalls eine ∞-Kategorie.[15][16]
- Der Verbund ist assoziativ. Für simpliziale Mengen {\displaystyle X}, {\displaystyle Y} und {\displaystyle Z} gilt:
{\displaystyle (X*Y)*Z\cong X*(Y*Z).}
- Der Verbund kehrt sich unter der dualen simplizialen Menge um. Für simpliziale Mengen {\displaystyle X} und {\displaystyle Y} gilt:[17][18]
{\displaystyle (X*Y)^{\mathrm {op} }\cong Y^{\mathrm {op} }*X^{\mathrm {op} }.}

- Für einen Morphismus {\displaystyle t\colon Y\rightarrow W} gilt (adjungiert zum vorherigen Resultat):[18]
{\displaystyle (W/t)^{\mathrm {op} }\cong t^{\mathrm {op} }\backslash W^{\mathrm {op} }.}

- Für einen Morphismus {\displaystyle z\colon Y*X\rightarrow W}, dessen Vorkomposition mit der kanonischen Inklusion {\displaystyle x\colon X\rightarrow Y*X\rightarrow W} und {\displaystyle y\colon Y\rightarrow W/x} korrespondierend zu {\displaystyle z} unter der Adjunktion {\displaystyle \mathbf {sSet} (Y,W/x)\cong X\backslash \mathbf {sSet} (X\rightarrow Y*X,x)}, gilt {\displaystyle W/z\cong (W/x)/y} oder in alternativer Notation:[18]

{\displaystyle W/(Y*X)\cong (W/X)/Y.}
Beweis: Für jede simpliziale Menge {\displaystyle A} gilt:
{\displaystyle {\begin{aligned}\mathbf {sSet} (A,W/z)&\cong (Y*X)\backslash \mathbf {sSet} ((Y*X)\rightarrow A*(Y*X),z)\cong X\backslash \mathbf {sSet} (X\rightarrow (A*Y)*X,x)\\&\cong \mathbf {sSet} (A*Y,W/x)\cong Y\backslash \mathbf {sSet} (Y\rightarrow A*Y,y)\cong \mathbf {sSet} (A,(W/x)/y),\end{aligned}}}
womit die Behauptung aus dem Lemma von Yoneda folgt.

- Unter dem Nerv wird der Verbund kleiner Kategorien zum Verbund simplizialer Mengen. Für kleine Kategorien {\displaystyle {\mathcal {C}}} und {\displaystyle {\mathcal {D}}} gilt:[19][20]
{\displaystyle N({\mathcal {C}}\star {\mathcal {D}})\cong N{\mathcal {C}}*N{\mathcal {D}}.}